# 重庆百货
重庆百货正式名称为“重庆百货大楼股份有限公司”，简称“重百”（上交所：600729）。是一家中国百货公司。始建于1950年，是“中国十大百货商店贸易联合会”成员企业，重庆市唯一的商业上市公司。1993年股份改制，现由重庆商社控股。涉及百货、超市、电器三种商业形态。总部位于重庆市渝中区民权路2号英利国际金融中心大楼。

## 历史
- 1950年5月1日，宝元通百货公司基础上成立“西南区百货公司门市部”。
- 1955年，西南区百货公司接收“中国百货公司”民权路52号门市（现重百大楼位置），修建新楼，并将民族路和邹容路的门市搬迁至此，形成统一经营体。
- 1958年“重庆三八百货商店”成立，职工全为女性。
- 1960年，中国国务院财经委员会将商店列为联络点之一。
- 1974年，商店作为西部地区唯一的大型百货商店参加了“全国十大百货商店松散联合体”。
- 1975年，更名为“重庆百货商店”，成为一家新型综合性大型零售商场。
- 1984年，更名为“重庆百货大楼”；
- 1992年，大楼改制为股份制，成立“重庆百货大楼股份有限公司”。
- 1994年，重百开始对外扩张，在北碚开办第一家连锁商场。
- 1996年，“重庆百货” 在上海证券交易所上市，成为重庆市唯一的商业上市公司。
- 2000年，大楼改扩建，成为解放碑CBD最重要的商业网点之一。
- 截止2017年12月31日，重慶百貨實現營業收入329.15億元，同比下降2.75％；歸屬於上市公司的股東淨利潤為6.05億元，同比增長44.59％。

2019年6月23日物美商業和步步高商業連鎖以最高60.65億人民幣入股持有重慶百貨45.05％股權的控股股東重慶商社45%和10%股份。

## 下属企业
- 重百商场
- 重百超市
- 重百电器
- 新世紀百貨100.00%
- 馬上消費金融股份有限公司31.060％的股份

## 业绩称号
- 2002年度中国零售百强企业
- 2003年中国百货行业优秀企业
- 2005年中国商业名牌企业